# Lifestyles of the Rich and Famous
Lifestyles of the Rich and Famous (englisch für „Lebensstile der Reichen und Berühmten“) ist ein Lied der US-amerikanischen Punk-Rock-Band Good Charlotte. Der Song ist die erste Singleauskopplung ihres zweiten Studioalbums The Young and the Hopeless und wurde am 6. September 2002 veröffentlicht.

## Inhalt
In Lifestyles of the Rich and Famous wird das Verhalten der reichen und berühmten Leute der Gesellschaft scharf kritisiert. So würden diese die Medien nutzen, um sich über ihr vermeintlich hartes Leben zu beschweren und zu jammern, anstatt zu schätzen, welche Privilegien sie dank ihres Reichtums hätten. Dabei wird Bezug auf den Strafprozess gegen O. J. Simpson genommen, in dem der Angeklagte dank teurer Anwälte vom Mordvorwurf freigesprochen wurde. Zudem findet Marion Barry Erwähnung, der trotz Drogendelikten zum Bürgermeister von Washington, D.C. wiedergewählt wurde. Im Refrain heißt es ironisch, wenn Geld so ein großes Problem sei, solle man die Reichen ausrauben.

“Lifestyles of the rich and the famous

They’re always complaining, always complaining

If money is such a problem

Well, they got mansions, think we should rob them”

## Produktion
Der Song wurde von dem US-amerikanischen Musikproduzenten Eric Valentine produziert. Als Autoren fungierten die beiden Brüder und Good-Charlotte-Mitglieder Benji und Joel Madden sowie der Musiker Tim Armstrong.

## Musikvideo
Bei dem zu Lifestyles of the Rich and Famous veröffentlichten Musikvideo, das im September 2002 auf MTV Premiere feierte, führte der US-amerikanische Regisseur Bill Fishman Regie. Es verzeichnet auf YouTube über 30 Millionen Aufrufe (Stand November 2020).
Das Video beginnt mit einem Hubschrauber, der nachts über einer Villa in Beverly Hills kreist, während Sirenen zu hören sind. Anschließend sieht man Good Charlotte, die den Song in der Eingangshalle der Villa spielen und kurz darauf verhaftet werden. Sie werden polizeilich verhört und singen das Lied hinter Gitterstäben im Gefängnis weiter. Schließlich kommt es zur Gerichtsverhandlung, bei der die Bandmitglieder in Ketten gelegt in den Saal geführt werden. Am Ende werden sie jedoch freigesprochen, verlassen das Gericht als freie Männer und werden draußen von einer Journalistenmeute empfangen. Neben der Band selbst sind auch die Musiker Kyle Gass (von Tenacious D), Chris Kirkpatrick (von *NSYNC) und Mike Watt (von Minutemen) im Video bei der Gerichtsverhandlung zu sehen.
Bei den MTV Video Music Awards 2003 gewann das Video den Preis in der Kategorie Viewer’s Choice und wurde zudem in den Kategorien Best Group Video und Best Rock Video nominiert.

## Single

### Covergestaltung
Das Singlecover ist in Schwarz-weiß gehalten und zeigt die vier Bandmitglieder Billy Martin, Joel Madden, Benji Madden und Paul Thomas. Im oberen Teil des Covers befindet sich der hellgrüne Schriftzug Good Charlotte, während der Titel Lifestyles of the Rich and Famous in Schwarz am unteren Bildrand steht.

### Titelliste
1. Lifestyles of the Rich and Famous (Album Version) – 3:10
2. Cemetery – 3:36
3. The Click – 3:35
4. Lifestyles of the Rich and Famous (Live Acoustic Version) – 3:09
5. Lifestyles of the Rich and Famous (Video Version) – 3:53

### Chartplatzierungen
Lifestyles of the Rich and Famous stieg am 17. Februar 2003 auf Platz 46 in die deutschen Charts ein und erreichte vier Wochen später mit Rang 27 die höchste Position. Insgesamt konnte sich der Song 14 Wochen in den Top 100 halten. Ebenfalls die Top 50 erreichte die Single unter anderem im Vereinigten Königreich, in Schweden, Australien, der Schweiz, den Vereinigten Staaten, den Niederlanden, Österreich, Neuseeland und Italien.
| ChartsChartplatzierungen       | Höchstplatzierung | Wochen |
| ------------------------------ | ----------------- | ------ |
| Deutschland (GfK)              | 27 (14 Wo.)       | 14     |
| Österreich (Ö3)                | 24 (18 Wo.)       | 18     |
| Schweiz (IFPI)                 | 19 (16 Wo.)       | 16     |
| Vereinigte Staaten (Billboard) | 20 (20 Wo.)       | 20     |
| Vereinigtes Königreich (OCC)   | 8 (10 Wo.)        | 10     |

### Auszeichnungen für Musikverkäufe
Lifestyles of the Rich and Famous wurde im Jahr 2024 für mehr als 600.000 Verkäufe im Vereinigten Königreich mit einer Platin-Schallplatte ausgezeichnet. 2023 erhielt es in Deutschland eine Goldene Schallplatte für über 250.000 verkaufte Einheiten.

| Land/Region                  | Auszeichnungen für Musikverkäufe (Land/Region, Auszeichnung, Verkäufe) | Verkäufe  |
| ---------------------------- | ---------------------------------------------------------------------- | --------- |
| Australien (ARIA)            | Gold                                                                   | 35.000    |
| Deutschland (BVMI)           | Gold                                                                   | 250.000   |
| Vereinigte Staaten (RIAA)    | Platin                                                                 | 1.000.000 |
| Vereinigtes Königreich (BPI) | Platin                                                                 | 600.000   |
| Insgesamt                    | 2× Gold · 2× Platin ·                                                  | 1.885.000 |

Bei den britischen Kerrang! Awards 2003 gewann der Song in der Kategorie Beste Single.